# Monumento a Vittorio Emanuele II (Venezia)
Il Monumento a Vittorio Emanuele II, conosciuto dai veneziani semplicemente come il monumento, è una statua equestre realizzata nel 1887 dallo scultore romano Ettore Ferrari, situata in Riva degli Schiavoni, nel sestiere di Castello a Venezia.
L'opera in bronzo venne realizzata nel 1887, per il ricordare il decimo anniversario della morte di Vittorio Emanuele II (1820-1878), primo re del Regno d'Italia.

## Storia

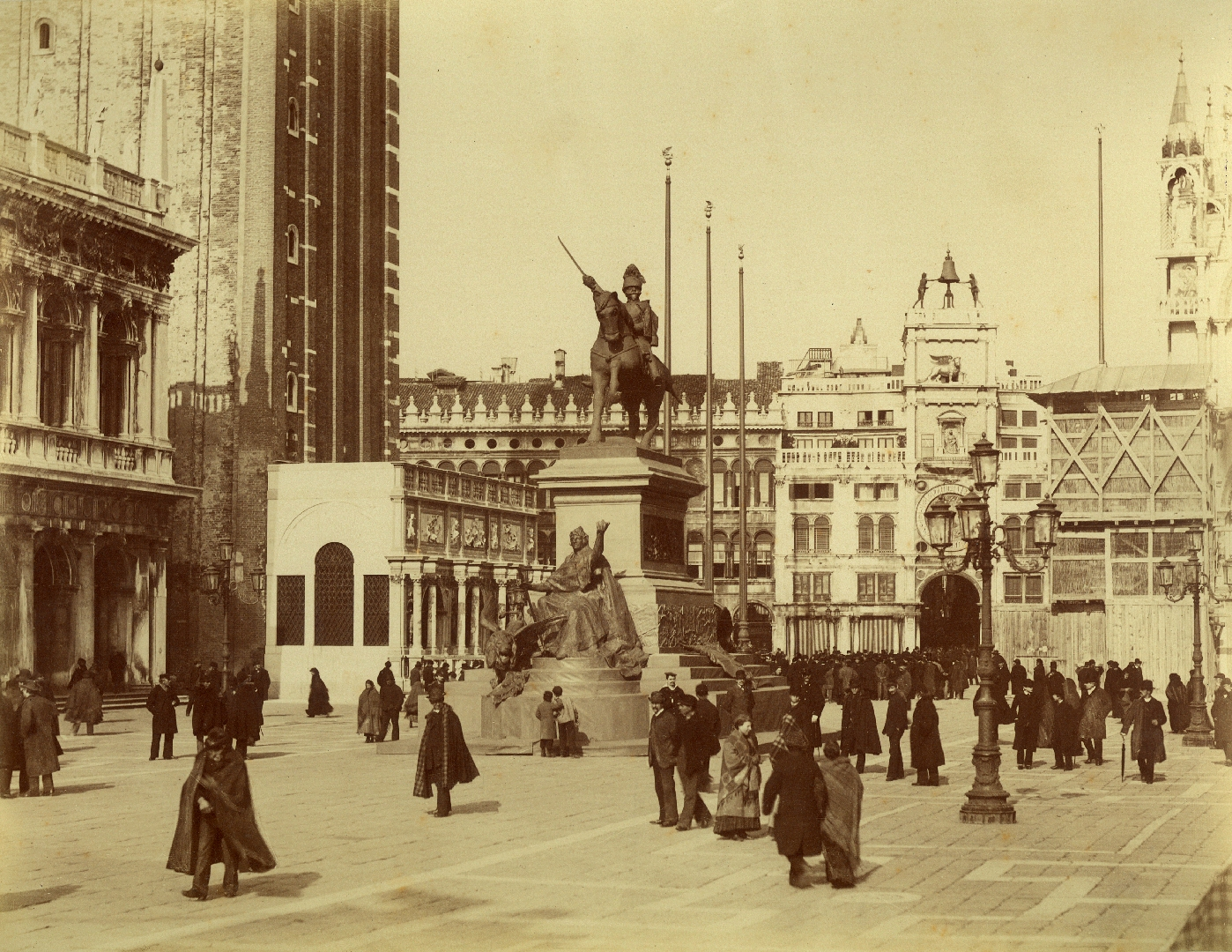
La copia del monumento durante la prova di collocazione in piazzetta San Marco (anno 1887)

Nel dicembre 1878 si costituì a Venezia un comitato per commemorare re Vittorio Emanuele II, da poco scomparso. A seguito di un concorso, il cui bando venne pubblicato nel settembre dell'anno successivo, e a cui parteciparono molti artisti (per un totale di 48 bozzetti), venne scelta l'opera dello scultore romano Ettore Ferrari. Il 14 agosto 1880 venne sottoscritto il contratto d'opera, da concludersi entro un triennio.
Prima della collocazione definitiva in Riva degli Schiavoni, una copia della scultura venne sistemata in prova per alcuni mesi in più punti, tra cui piazzetta dei Leoncini, piazzetta San Marco e vicino al Palazzo Ducale, dal lato del bacino di San Marco. Tuttavia, la provvisoria collocazione del monumento fu considerata fuori contesto e si decise di installarla di fronte agli alberghi di lusso di Riva degli Schiavoni, vicino alla banchina di fermata dei vaporetti "San Zaccaria", dove si trova ancora oggi.
Il monumento fu inaugurato il 1º maggio 1887, alla presenza di re Umberto I e della regina Margherita di Savoia.
Nel 2011, in occasione delle celebrazioni del 150º anniversario dell'unità d'Italia, il monumento è stato restaurato.

## Descrizione

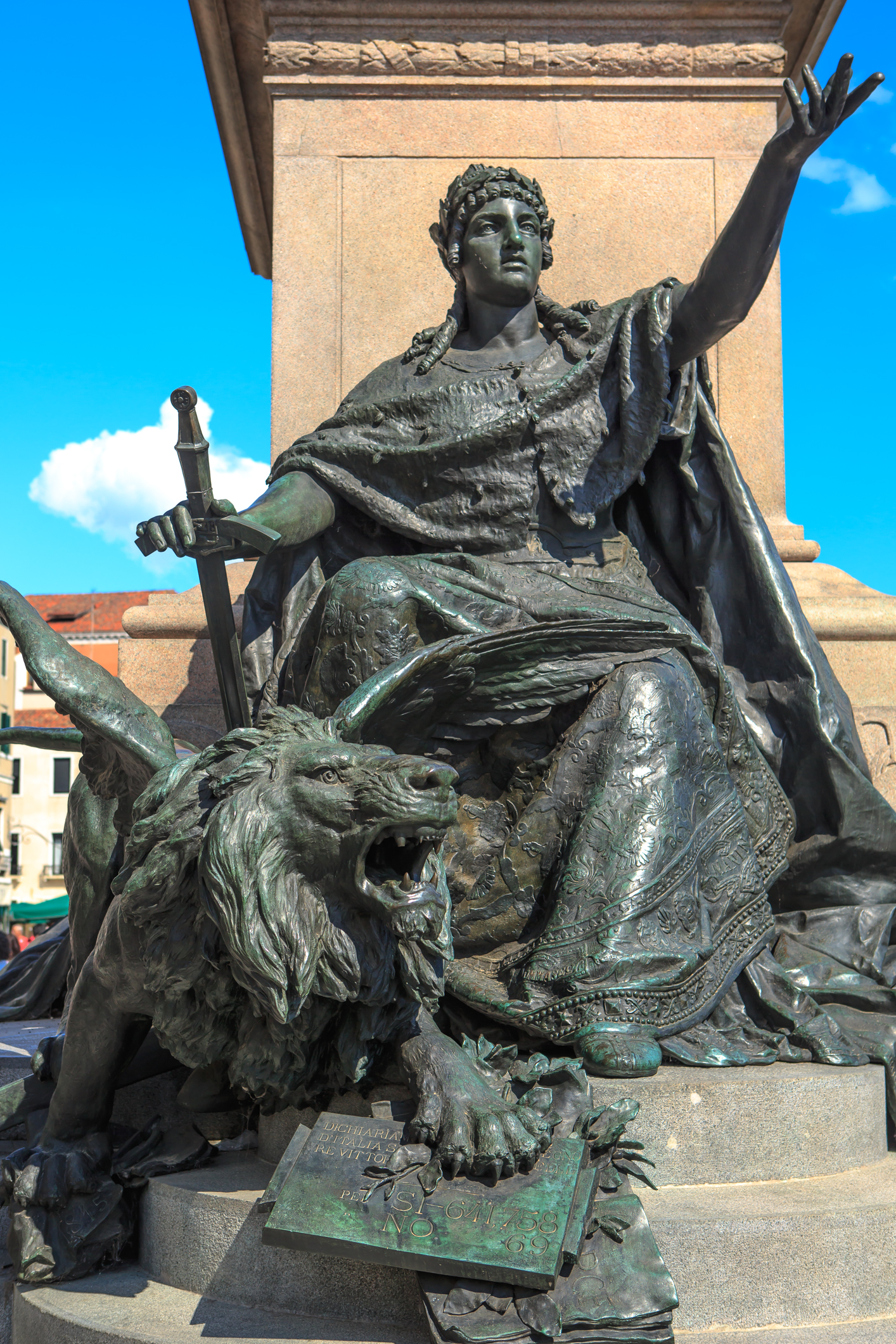
Dettaglio del Monumento a Vittorio Emanuele II: la Venezia trionfante

La statua equestre, fusa da Alessandro Nelli, è posta sulla sommità di una base in granito rosa di Baveno e pietra d'Istria e raffigura Vittorio Emanuele II a cavallo con in mano una spada sguainata, mentre incita alla battaglia.
Ai piedi del monumento, in posizione frontale, giacciono due allegorie della città:
- sul retro vi è la figura femminile seduta di "Venezia soggiogata", malconcia e prigioniera a seguito della sconfitta subita dalla giovane Repubblica di San Marco (1848-1849), con in mano una spada spezzata e ai piedi un leone marciano che morde le catene imposte dall'Austria;
- sul fronte, vi è la personificazione di "Venezia trionfante", questa volta fiera della libertà riconquistata, con il braccio sinistro proteso in avanti e una spada a riposo nella mano destra, affiancata da un leone marciano ruggente che, mentre strappa il trattato di Vienna del 1815, posa la propria zampa anteriore sinistra su una lapide con i risultati elettorali del plebiscito del Veneto del 1866 (641.758 voti per il sì e 69 voti per il no), posta a sua volta sul libro con la tradizionale scritta "Pax Tibi Marce/Evangelista Meus".

Ai lati del piedistallo in granito rosa, sul lato lungo, due altorilievi laterali presentano due scene risorgimentali: 
- da un lato la celebre battaglia di Palestro, combattuta il 30 e 31 maggio 1859, durante la seconda guerra d'indipendenza italiana, prima vittoria dell'esercito franco-piemontese sulle truppe austriache; sui gradini sottostanti è deposto lo scudo crociato di Casa Savoia;
- dall'altro lato opposto vi è l'entrata trionfale di Vittorio Emanuele II nella Venezia finalmente liberata dal dominio austriaco, avvenuta il 7 novembre 1866, successivamente al plebiscito del Veneto del 21-22 ottobre 1866; sui gradini sottostanti è deposto un scudo con i simboli di Roma (una lupa capitolina e la sigla SPQR)

Tutto il monumento è circondato da una bassa cancellata in bronzo, con ornamenti simbolici militari ed un particolare intreccio di fucili e spade nella balaustra laterale.